# Charles Delestraint

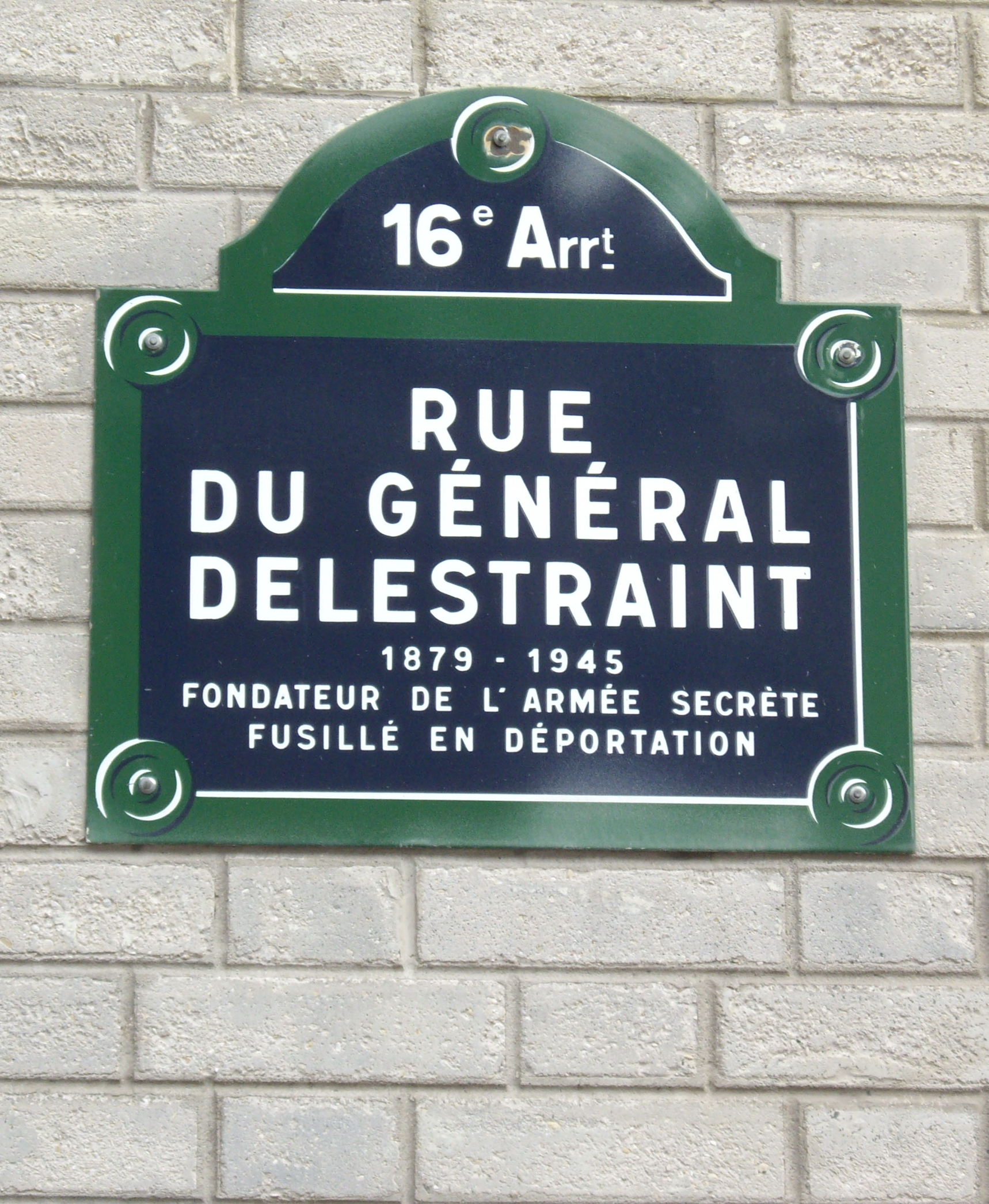
Plaquette in de Rue du Général-Delestraint, Parijs

Charles Georges Antoine Delestraint (Biache-Saint-Vaast, 12 maart 1879 – Dachau, 19 april 1945) was een luitenant-generaal in het Franse leger en lid van het Franse verzet tijdens de Tweede Wereldoorlog.
Aan het begin van de Eerste Wereldoorlog werd hij gevangengenomen en tijdens de gehele oorlog was hij krijgsgevangene. Na de oorlog bleef hij in het leger, waar hij voorstander was van het gebruik van de gemechaniseerde oorlogvoering. In 1939 ging hij met pensioen maar na het uitbreken van de Tweede Wereldoorlog werd hij weer opgeroepen voor het leger. Op 3 juni 1940 leidde hij tijdens de slag om Frankrijk de tegenaanval op de Duitsers in Abbeville.
Na de overgave van Frankrijk op 25 juni trok hij zich terug in Bourg-en-Bresse waar Henri Frenay hem rekruteerde voor het Franse verzet. Delestraint begon het verzet in Lyon te organiseren. Clandestien bezocht hij Charles de Gaulle in Londen en stemde erin toe de Armée Secrète te leiden en keerde op 24 maart 1943 terug naar Frankrijk.
Op 9 juni 1943 werd hij gearresteerd door de Gestapo en ondervraagd door Klaus Barbie. Hij werd als Nacht-und-Nebel gevangene naar Natzweiler-Struthof gedeporteerd en daarna naar het concentratiekamp Dachau. Daar werd hij op 19 april 1945 geëxecuteerd, enkele dagen voor de bevrijding van het kamp en het einde van de oorlog.

## Onderscheidingen
- Commandeur in het Franse Legioen van Eer
- Orde van de Bevrijding (Frankrijk)
- Croix de guerre (Frankrijk) 1914-1918 met palm
- Croix de guerre (Frankrijk) 1939-1945
- Oorlogskruis van België